# 宁松
在苏美尔神话中，“原野奶牛女士”宁松（Ninsun）或宁苏娜（Ninsuna）是一位女神，著名英雄吉尔伽美什的母亲，也是拉加什城邦统治者古地亚的守护女神。她的父母是安努和乌拉斯（Uras）。

## 神话
在吉尔伽美什史诗中，宁松被描述为是人类的女王，住在她儿子所统治的乌鲁克城中。由于吉尔伽美什的父亲“卢伽尔班达”（Lugalbanda ）是前国王，按理说是宁松与卢伽尔班达生育了吉尔伽美什。
也是在吉尔伽美什史诗中，宁松应吉尔伽美什和恩奇杜（Enkidu）请求，祈求太阳神乌图(Utu)，帮助他俩战胜杉树林的守护者-妖怪“胡姆巴巴”（Humbaba）。

## 名字
宁松被称为“八月宁松”（Rimat-Ninsun），“八月奶牛”、“圈地野牛”和“大皇后”。在古代拉加什城（公元前2150年），她的名字用楔形文字符写为：“DNIN.GUL”，其中：上标“D“指标后面的名词是一神名；“NIN”=“夫人”、“GUL”=“SUN2”。 ”SUN2“的含义被证明为“奶牛”。

## 另请参阅
- 欧德姆布拉（Auðumbla）
- 卡玛汗奴,印度神话中的奶牛.
- 阿玛尔忒娅,哺育过婴儿时期的宙斯的山羊.
- 哈托尔, 埃及奶牛女神